# Carmen Kamgaing
Carmen Kamgaing, née en 1974 à Douala au Cameroun, est une ingénieure camerounaise de formation avec une spécialité en mécanique et en industrie. Elle est vice-présidente Afrique de Caterpillar.

## Biographie

### Enfance et éducation
Carmen Kamgaing effectue le début de ses études supérieures à Lille où elle obtient un DEUG de biologie avant de partir au Canada. C'est de l'Université de Toronto qu'elle sort diplômée en ingénierie mécanique et industrielle.

### Carrière
Carmen Kamgaing commence sa carrière au Canada en tant que chef de projets chez Nortel Networks avant de rejoindre le PNUD en Côte d'ivoire, puis Western Union au Maroc, Champion International Group en tant que directrice des opérations avant de rejoindre Caterpillar,.
En 2023, elle a été nommée parmi les 50 femmes les plus influentes en Afrique selon le magazine Forbes Afrique,.